# تيموثي بيتر راسيل
تيموثي بيتر راسيل (27 فبراير 1958 في المملكة المتحدة - ) (بالإنجليزية: Timothy Russell)‏ هو لاعب كريكت بريطاني. لعب مع Buckinghamshire County Cricket Club ‏.

## وصلات خارجية
- تيموثي بيتر راسيل على موقع إي آس بي آن كريك إنفو (الإنجليزية)